# Aborto en Puebla
La Interrupción Legal del Embarazo en Puebla (ILE) refiere al estatus legal que tiene en ese estado mexicano, donde el aborto inducido está totalmente despenalizado, desde julio de 2024, a petición de cualquier mujer gestante en la entidad hasta la duodécima semana; además de las causales de violación, imprudencial, peligro de muerte, alteración al producto y fecundación asistida indebida.
Puebla es la decimoquinta entidad federativa en México en despenalizar el aborto electivo, y la decimoprimera en hacerlo desde las jurisprudencias de 2021 y 2023 de la Suprema Corte de Justicia de la Nación (acciones de inconstitucionalidad AI 148/2017, AI 106/2018, AI 107/2018 y AI 54/2018; amparo en revisión AR 267/2023). La armonización de su Constitución y su Ley de Salud aún está pendiente, por lo que se deberían utilizar los lineamientos federales para subsanar los vacíos y lagunas jurídicas sobre diversos temas y protocolos.

## Marco normativo actual
|  |  |
|  |  |

### Regulación penal[6]
| Artículo | Concepto                                                     | Descripción |
| -------- | ------------------------------------------------------------ | --- |
| 339      | Definición                                                   | La interrupción del embarazo después de la décima segunda semana de gestación. |
| 340      | Sanciones por aborto consentido                              | 6 meses a un año de prisión a la madre que voluntariamente procure su aborto o consienta en que otros la hagan abortar después de las 12 semanas de embarazo. |
| 340      | Sanciones por asistir en un aborto                           | 1 a 3 años de prisión si el aborto fuera con el consentimiento de ella después de las 12 semanas de gestación |
| 341      | Definición y sanción por aborto forzado                      | Interrupción del embarazo, en cualquier momento de la gestación, sin el consentimiento de la mujer o persona gestante. Se impondrán de 4 a 8 años de prisión, y de 8 a 10 años en caso de uso de violencia física o moral. |
| 342      | Sanciones por forzar un aborto y ser profesional de la salud | Además de las sanciones correspondientes al artículo 341, suspensión del ejercicio de su profesión por un tiempo igual al de la pena de prisión impuesta. |
| 343      | Causales de no sanción                                       | I. Cuando es causado por imprudencia de la mujer o persona gestante; II. Cuando el embarazo es resultado de una violación o inseminación artificial no consentida; III. Ante peligro de muerte de la mujer o persona gestante, a juicio del médico que asista; IV. Cuando, a juicio de médico especialista, exista diagnóstico de que el producto presenta alteraciones genéticas o congénitas que resulten en daños físicos o mentales. |

#### Código penal del Estado de Puebla previo a la reforma del 15 de agosto de 2024[7]
| Artículo | Concepto                                                      | Descripción |
| -------- | ------------------------------------------------------------- | --- |
| 339      | Definición                                                    | La muerte del producto de la concepción en cualquier momento de la preñez. |
| 340      | Sanciones por asistir en un aborto                            | 1 a 3 años de prisión a quien hiciere abortar a una mujer con su consentimiento. Cuando falte el consentimiento, la prisión es de 3 a 6 años, y se agravará de 6 a 8 años en caso del uso de violencia física o moral. |
| 341      | Sanciones por asistir un aborto y ser profesional de la salud | Además de las sanciones que correspondan conforme al artículo 340, se le suspenderán de 2 a 5 años en el ejercicio de su profesión. |
| 342      | Sanciones por aborto consentido                               | 6 meses a un año de prisión a la madre que voluntariamente procure su aborto o consienta en que otros la hagan abortar. |
| 343      | Causales del aborto legal                                     | I. Cuando es causado por imprudencia de la mujer o persona gestante; II. Cuando el embarazo es resultado de una violación o inseminación artificial no consentida; III. Ante peligro de muerte de la mujer embarazada, a juicio del médico que asista; IV. Cuando se deba a causas eugenésicas graves, según el dictamen de dos peritos médicos. |

## Historia de la reforma
En 2006, el diputado del PRD Rodolfo Huerta Espinoza propuso una iniciativa de despenalización del aborto y sociedades de convivencia ante el Congreso de Puebla, la cual fue bloqueada por la legislatura. Durante la LVII legislatura, del 2008 al 2011, Irma Ramos, del PRD, promovió una iniciativa para la despenalización del aborto junto a una iniciativa relacionada con la muerte asistida. En la siguiente legislatura, del 2011 al 2014, la bancada del PRD se alió al PT y Movimiento Ciudadano para impulsar la despenalización del aborto, las sociedades de convivencia y la identidad sexogenérica, sin éxito.
En 2019, la diputada del PRI Rocío García Olmedo presentó una iniciativa de despenalización del aborto en las primeras 12 semanas de gestación, siguiendo el marco normativo de la Ciudad de México, y a partir de ese período, reducir a la mitad las sentencias en el Código Penal. Ese año, el Congreso de Puebla aprobaron por unanimidad reformas que mantienen la penalización del aborto, presentada por el gobernador Luis Miguel Barbosa, y niegan el matrimonio igualitario, siendo esta última un desacato a la sentencia de la Suprema Corte de la Justicia de la Nación, que desde 2015 pidió al Congreso legalizar el matrimonio entre personas del mismo sexo.La reforma sobre la penalización del aborto redujo la pena máxima por interrupción del embarazo de 5 años a uno. 
En noviembre del 2020, activistas a favor del derecho al aborto tomaron de manera pacífica el Congreso local para presionar a la despenalización. La diputada de Morena Estefanía Rodríguez Sandoval presentó una iniciativa para legalizar el aborto, agregando la denominación de "interrupción legal del embarazo" a la Ley Estatal de Salud y que las instituciones públicas de salud lo realicen de manera gratuita hasta las 12 semanas de gestación. La propuesta no prosperó por falta de consenso y voluntad política. 

Tras el fallo de la Suprema Corte de Justicia del 7 de septiembre de 2023, se presentaron más iniciativas para legalizar el aborto, sin éxito. El 15 de julio del 2024, Puebla despenalizó el aborto voluntario en las primeras 12 semanas de gestación, con 29 votos a favor, 7 en contra y 4 abstenciones. La sesión empezó con 2 horas de retraso debido a que grupos provida intentaron impedir, de forma violenta, el ingreso de los diputados al congreso.Durante su último informe de la LXI Legislatura, de 2021 a 2024, Edgar Garmendia de los Santos, presidente de la Junta de Gobierno y Coordinación Política, declaró que el Congreso de Puebla hizo historia con la aprobación de la despenalización del aborto en las primeras 12 semanas de emabrazo, y mencionó:
“Lo hicimos también porque es un asunto de dignidad humana, de igualdad jurídica, de eliminar la discriminación de género, para fortalecer su derecho a la salud y a la libre reproducción”.
El 15 de agosto de 2024, se publicó en el Periódico Oficial del Estado las reformas al Código Penal avaladas por el Congreso local el 15 de julio.Puebla despenalizó el aborto voluntario en las primeras 12 semanas de gestación, con 29 votos a favor, 7 en contra y 4 abstenciones.Previo a la sesión para la discusión de dicha reforma, grupos provida se colocaron en las inmediaciones del Congreso para evitar que se realizara la sesión. Un mes después de que se aprobara la reforma, se reformaron los artículos 339 al 343 del Código Penal, y su lenguaje considera a las mujeres y personas gestantes.

## Datos

### Estadísticas
Hasta la fecha y al igual que las otras entidades, a excepción de la CDMX, tanto la secretaría de salud como los servicios de salud del estado (SSEP) aún no pública, de manera accesible y constante, información sobre el número de procedimientos (totales, por año o por unidad de atención), sobre las usuarias o los usuarios (procedencia, edad, nivel educativo, estado civil, ocupación, número de hijos o semanas de gestación) o sobre el tipo de procedimiento.

### Unidades, procedimientos y requisitos
Hasta la fecha y al igual que las otras entidades, a excepción de la CDMX, tanto la secretaría de salud como los servicios de salud del estado (SSEP) aún no ha facilitado la información sobre procedimientos, requisitos o unidades de atención.
Según el Directorio de Servicios de Aborto Seguro, programa federal a cargo del Centro Nacional de Equidad de Género y Salud Reproductiva (CNEGSR), existen 5 unidades (hospitales o clínicas) pertenecientes al sistema de salud local para atender los casos, los cuales son:
- Hospital de la Mujer, ubicado en la colonia Agua Santa de la ciudad de Puebla.
- Hospital General de Atlixco "Gonzalo Río Arronte", ubicado en la colonia Ejido de Tejaluca de la ciudad de Atlixco.
- Hospital General de Tecamachalco, ubicado en la colonia Barrio San José de la ciudad de Tecamachalco.
- HHospital General de Tlatlauquitepec, ubicado en la colonia Comunidad Tochimpa de la ciudad de Tlatlauquitepec.
- Hospital General de Zacatlán, ubicado en la colonia Barrio San Bartolo de la ciudad de Zacatlán.

Y 3 unidades (hospitales o clínicas) del ISSSTE, los cuales son:
- Hospital Regional ISSSTE Puebla, ubicado en la colonia Col. Jardines de San Manuel de la ciudad de Puebla.
- Clínica Médico Familiar Acatlán de Osorio, ubicado en la colonia La Palma de la ciudad de Acatlán.
- Clínica Médico Familiar San Martín Texmelucan, ubicado en la colonia Ojo de Agua del municipio de San Martín Texmelucan.

También se han instalado otras clínicas privadas en las principales ciudades de la entidad.
Como indica la guía federal del Lineamiento Técnico para la atención del Aborto Seguro en México (siguiendo los estándares de la Organización Mundial de la Salud), en la actualidad, el legrado uterino instrumental se considera obsoleto, nocivo y está totalmente desaconsejado. En su lugar, los protocolos federales sugieren dos abordajes para interrumpir embarazos de manera segura y de calidad, siempre y cuando se realicen bajo las condiciones médicas correctas y en un contexto de legalidad:
- Aborto farmacológico, con el uso de mifepristona y misoprostol por diferentes vías (vestibular, vaginal o sublingual) ya sea combinado (ambas sustancias) o de manera individual (misoprostol únicamente). Ambos medicamentos provocan dilatación del cérvix y contracciones uterinas que contribuyen a la expulsión de su contenido. La dosis y vía de administración del tratamiento depende de las semanas de gestación o del antecedente de cirugías uterinas previas. Se considera no invasivo por lo que no necesita de un antibiótico profiláctico (previo a la intervención). En el régimen combinado (comparado con el individual) el tiempo para la resolución del aborto es menor (en horas o días) y suele haber menos molestias posteriores. Su éxito terapéutico podría disminuir conforme aumenta la edad gestacional. Antes de la semana 10, el procedimiento puede realizarse total o parcialmente autogestionado y con una asesoría o vigilancia mínima (ya sea por prestador/a de servicios de salud o por colectiva de acompañamiento). En cambio, entre la semana 10 y 12 se requiere mayor seguimiento y vigilancia por el personal especializado. Está contraindicado en presencia de inestabilidad hemodinámica y sepsis.
- Aborto quirúrgico, a través de la succión del producto con la ayuda de instrumentación médica de operación manual o eléctrica (como cánulas, tubos o bombas). Sí precisa de antibiótico profiláctico (previo a la intervención), así como de bloqueo paracervical y analgésicos. Las molestias posteriores serían mínimas y la resolución del aborto es inmediata. También es conocido como aspiración endouterina y es la primera elección cuando hay presencia de inestabilidad hemodinámica y sepsis.

Al tratarse de procedimientos médicos, se tiene la posibilidad de presentar pequeñas molestias que pueden controlarse satisfactoriamente si se toman las medidas preventivas y se sigue fielmente las recomendaciones del personal especializado. Estas pueden ser dolor cólico y sangrado transvaginal, ligeramente mayor a lo experimentado en una menstruación. La intensidad de lo anterior disminuirá de manera progresiva, aunque podría continuar en menor cantidad y de manera esporádica durante las primeras 4 a 6 semanas. También se puede experimentar algo de fiebre en las primeras 24 horas, la cual cederá con la ingesta de antipiréticos. Así mismo, para evitar el riesgo de infección, se deberán tomar medidas de higiene vaginal y no se recomienda tener relaciones sexuales en un periodo aproximado de dos semanas.
Igualmente, existe una pequeña posibilidad, y bastante infrecuente, de experimentar algunos riesgos. De esta manera, la o el paciente deberá buscar atención médica inmediata ante los siguientes datos de alarma: ausencia de sangrado o cantidad mínima de este (sobre todo entre las primeras 4 a 6 horas posteriores ya que puede indicar fallo en el procedimiento o un embarazo ectópico), un sangrado persistente y progresivo (que empape más de dos toallas higiénicas por hora durante dos horas consecutivas), secreción fétida, debilidad, mareo, reacciones alérgicas a algún medicamento (como exantemas o edemas faciales o bucales), así como fiebre o malestar general después de las primeras 24 horas.
En el primer trimestre, los procedimientos siempre deberían ser ambulatorios, por lo que pueden realizarse en cualquier unidad de primer nivel (centros de salud o clínicas familiares). En el segundo trimestre se requeriría de atención intrahospitalaria, por lo que pueden realizarse en cualquier unidad de segundo nivel (hospitales generales o regionales).
Así mismo, el Lineamiento Técnico para la atención del Aborto Seguro en México hace hincapié en dos leyes federales fundamentales: la NOM-046-SSA2-2005 y la Ley General de Víctimas (LGV). Estas dos últimas normatividades señalan que para acceder a la Interrupción Voluntaria del Embarazo (en caso de violación) no se necesita presentar denuncia previa ante el Ministerio Público o contar con la autorización de éste. Debido al principio de buena fe, el único requisito es una solicitud por escrito bajo protesta de decir la verdad, en la que se manifiesta que dicho embarazo es producto de una violación. El personal de los servicios de salud no está obligado a verificar el dicho de las y los solicitantes. Las personas menores de 12 años requieren autorización de madre, padre, tutor o representante legal. En cambio, las y los menores de edad, pero mayores de 12 años ya no necesitan de aquel permiso (pueden tomar la decisión de manera autónoma). Finalmente, ni la LGV ni la NOM-046-SSA2-2005 establecen límites gestacionales para hacer valer el derecho al aborto cuando existe una agresión sexual. La misma SCJN ha emitido sentencias que validan todo lo anterior (amparos en revisión AR-601/2017, AR-1170/2017, AR-438/2020 y AR-438/2020; controversias constitucionales CC 53/2016 y CC 45/2016).
Finalmente y posterior a la consejería, las y los pacientes tendrían que llenar y firmar formatos sobre el consentimiento informado pues representa el principal instrumento jurídico y ético para que la persona sea dueña efectiva de sus decisiones, como corresponde a su dignidad y autonomía. A través de este documento, las personas usuarias del servicio otorgarán o no su autorización para cada uno de los procedimientos (como la modalidad de abordaje o el método anticonceptivo posterior), las posibles alternativas o los probables riesgos. Así mismo, las y los pacientes tienen el derecho y facultad de poder revocarlo si así lo quieren. En caso de personas con discapacidad transitoria o permanente, el consentimiento informado debería ser suscrito por el familiar más cercano o el tutor / representante legal. En casos extremos, cuando no exista acompañante y la persona usuaria cuenta con una discapacidad, el personal médico (previa valoración y con el acuerdo de por lo menos dos profesionales) podrían otorgar el consentimiento informado.